# Commanderie du Plessis
La Commanderie du Plessis est une commanderie hospitalière créée par échange de terre avec l'ancienne commanderie de Santeny du prieuré hospitalier du Temple.

## Origines
En 1730, Germain-Louis Chauvelin, garde des sceaux, ministre d’État et président à mortier au Parlement, voulu réunir sa seigneurie de Villecresnes qui jouxtait la commanderie de Santeny qui appartenait aux Hospitaliers de l'ordre de Saint-Jean de Jérusalem. Il donnait en échange sa terre du Plessis-Pommeraie et son fief de Beaulieu. Jean Philippe d'Orléans, prieur, après consultation du grand maître António Manoel de Vilhena, accepte l'échange à la condition que Chauvelin rajoute deux maisons d'un revenu annuel de 500 livres au lieu dit la Grande-Pinte, hors du faubourg Saint-Antoine. L'échange fut fait par acte notarié le 18 janvier 1733,.

## La commanderie
Les terres du Plessis consistaient en 240 arpents et un château avec basse-cour. Ils ont été affermés avec les droits de justice seigneurial pour 1 900 livres.

## Possession
La commanderie du Plessis avait en membre le fief de Baulieu à Beaulieu-les-Fontaines.

## Sources
- Eugène Mannier, Les commanderies du grand prieuré de France d'après les documents inédits conservés aux archives nationales à Paris, Paris, 1872 (lire en ligne)